# Клис
Клис (хорв. Klis) — населений пункт і громада в Сплітсько-Далматинській жупанії Хорватії. На пагорбі поблизу села розташована Клиська фортеця — пам'ятка архітектури Середньовіччя.

## Населення
Населення громади за даними перепису 2011 року становило 4801 осіб. Населення самого поселення становило 3001 осіб.
Динаміка чисельності населення громади:
Динаміка чисельності населення центру громади:

## Населені пункти
Крім поселення Клис, до громади також входять:
- Брштаново
- Дугобабе
- Коньсько
- Корушце
- Ниско
- Пругово
- Великий Брочанаць
- Вучевиця

## Клімат
Середня річна температура становить 13,92 °C, середня максимальна — 28,12 °C, а середня мінімальна — 0,65 °C. Середня річна кількість опадів — 842 мм.
| Клімат поселення                              | Клімат поселення | Клімат поселення | Клімат поселення | Клімат поселення | Клімат поселення | Клімат поселення | Клімат поселення | Клімат поселення | Клімат поселення | Клімат поселення | Клімат поселення | Клімат поселення | Клімат поселення |
| Показник                                      | Січ.             | Лют.             | Бер.             | Квіт.            | Трав.            | Черв.            | Лип.             | Серп.            | Вер.             | Жовт.            | Лист.            | Груд.            |                  |
| Середній максимум, °C                         | 9,14             | 9,86             | 12,88            | 16,57            | 21,31            | 25,24            | 28,12            | 28,08            | 23,15            | 18,51            | 13,21            | 10,08            |                  |
| Середня температура, °C                       | 4,90             | 5,60             | 8,63             | 12,32            | 17,04            | 21,00            | 24,18            | 24,14            | 19,22            | 14,57            | 9,28             | 6,15             |                  |
| Середній мінімум, °C                          | 0,65             | 1,34             | 4,38             | 8,07             | 12,81            | 16,73            | 20,24            | 20,21            | 15,27            | 10,63            | 5,33             | 2,21             |                  |
| Норма опадів, мм                              | 73               | 63               | 70               | 71               | 59               | 54               | 36               | 50               | 73               | 92               | 109              | 92               |                  |
| Середньомісячна швидкість вітру, м/с          | 3.08             | 3.33             | 3.42             | 3.16             | 2.81             | 2.52             | 2.55             | 2.43             | 2.72             | 2.86             | 3.47             | 3.45             |                  |
| Середньомісячна сонячна радіація, кДж/м²·день | 5491             | 8241             | 11863            | 16371            | 20236            | 22913            | 24497            | 21629            | 16114            | 10406            | 5913             | 4650             |                  |
| --------------------------------------------- | ---------------- | ---------------- | ---------------- | ---------------- | ---------------- | ---------------- | ---------------- | ---------------- | ---------------- | ---------------- | ---------------- | ---------------- | ---------------- |
| Джерело:                                      |                  |                  |                  |                  |                  |                  |                  |                  |                  |                  |                  |                  |                  |